# Festival de Rock aux Fées
Le festival de Rock aux Fées (en référence à La Roche-aux-Fées, monument mégalithique) était un festival de musique accueillant des artistes de divers horizons. Ce festival a eu lieu chaque été de 2006 à 2010. Il est basé à Amanlis en Bretagne.
L'édition 2010 (pour la première fois sur deux jours) s'est tenue les 23 et 24 juillet.
En raison de difficultés financières, le festival n'a pas eu lieu à l'été 2011 et ne semble pas se relancer pour la suite.

## Affiche

### Édition 2006
- Dates : 29 juillet
- Programmation[1]:
  1. Big or Not
  2. Mother Johnson
  3. Irian Jaya
  4. Klaktonclown

### Édition 2007
- Dates : 28 juillet
- Programmation[1] :
  1. Billy Bullock and the Broken Teeth
  2. Trunks
  3. Primal Punks
  4. Narayana
  5. Portotrio
  6. La Compagnie Ocus

### Édition 2008
- Dates : 26 juillet
- Programmation[1] :
  1. Les Caméléons
  2. Washing Machine Cie
  3. Users
  4. Taxus Baccata
  5. Emergency Stop Gang

### Édition 2009
- Dates : 25 juillet
- Programmation[1] :
  1. Chinese Man
  2. Projet Lafaille
  3. Grand Palace Trio
  4. D-DAY

### Édition 2010
- Dates : 23 et 24 juillet
- Programmation[1] :
  1. Intellectual Animals
  2. Absynthe
  3. Hall21
  4. Zenzile
  5. Pech' n' Toull
  6. Mr Bonz one man band
  7. Sgain's Band
  8. Samaïn
  9. X Makeena
  10. Henry's Funeral Shoe
  11. Le Singe Blanc
  12. Users
  13. Orville Brody and the DDD's
  14. Sax Machine vs PiR
  15. Foxed
  16. Borgo
  17. Vortex